# Rémalard-en-Perche
Rémalard-en-Perche es una comuna nueva francesa situada en el departamento de Orne, de la región de Normandía.

## Historia
Fue creada el 1 de enero de 2016, en aplicación de una resolución del prefecto de Orne de 21 de diciembre de 2015 con la unión de las comunas de Bellou-sur-Huisne, Dorceau y Rémalard, pasando a estar el ayuntamiento en la antigua comuna de Rémalard.

## Demografía
| Gráfica de evolución demográfica de Rémalard-en-Perche entre 1800 y 2013 |
|                                                                          |

Los datos entre 1800 y 2013 son el resultado de sumar los parciales de las tres comunas que forman la nueva comuna de Rémalard-en-Perche, cuyos datos se han cogido de 1800 a 1999, para las comunas de Bellou-sur-Huisne, Dorceau y Rémalard de la página francesa EHESS/Cassini. Los demás datos se han cogido de la página del INSEE.

## Composición
| Comuna delegada   | Código INSEE | Población (2013) | Superficie (km²) | Densidad (hab./km²) |
| ----------------- | ------------ | ---------------- | ---------------- | ------------------- |
| Bellou-sur-Huisne | 61042        | 425              | 15.11            | 28                  |
| Dorceau           | 61147        | 386              | 14.68            | 26                  |
| Rémalard          | 61345        | 1212             | 20.89            | 58                  |